# Jennifer Stone (actriz porno)
Jennifer Stone (Praga, 9 de julio de 1981) es el nombre artístico de Veronika Stefanková, una actriz pornográfica y modelo erótica checa.

## Carrera
Comenzó a posar para revistas a la edad de veinte años y en 2002 Pierre Woodman la invitó a un casting y la introdujo en el porno hardcore. Desde entonces ha posado desnuda como modelo para varios portales eróticos y ha actuado en cientos de películas de distintas productoras, sobre todo europeas, que incluyen sexo anal, grupal e interracial, como en la escena gangbang con tres hombres afrobrasileños en la película Gangland Cream Pie 9 de Devils Films. Es conocida por su parecido con la actriz estadounidense Jennifer Aniston y también ha posado en publicidad checa de ropa y cosméticos.